# Altenburg (Bamberg)
Die Altenburg ist eine mittelalterliche Höhenburg im Westen der kreisfreien Stadt Bamberg im bayerischen Regierungsbezirk Oberfranken. Ihr Turm auf etwa 400 m Seehöhe bietet einen prächtigen Blick auf die Stadt und das fränkische Umland.

## Geschichte

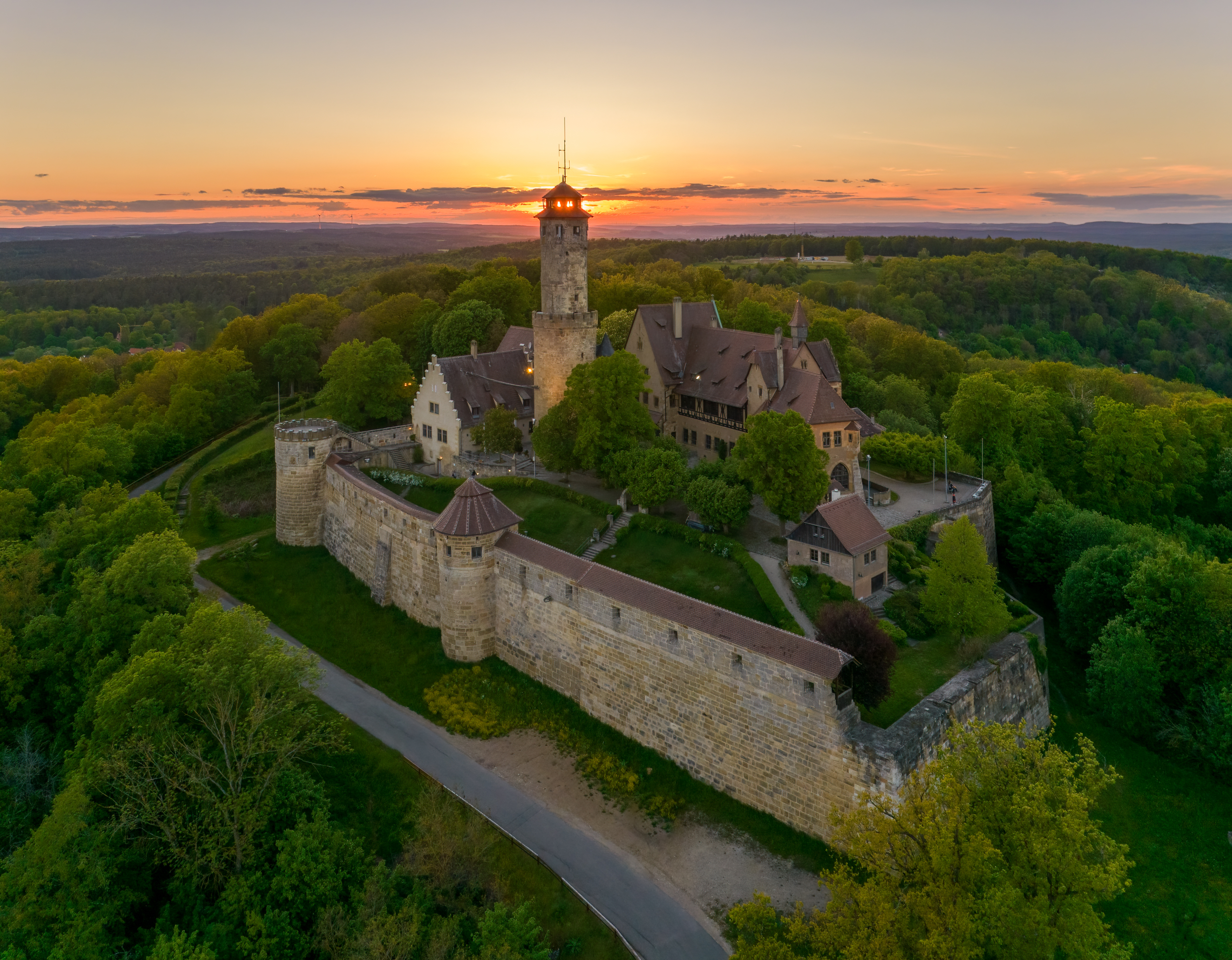
Luftaufnahme von der Altenburg in Bamberg

Die Altenburg wurde 1109 erstmals in einer Urkunde erwähnt, mit der Bischof Otto von Bamberg die Burganlage dem Kollegiatstift St. Jakob übereignete. Die Burg war von 1305 bis 1553 die zweite Residenz der Bamberger Fürstbischöfe. In ihren heutigen Ausmaßen entstand die Burg im frühen 15. Jahrhundert.
Im Bauernkrieg 1524/1525 wurde die Altenburg zwar belagert, aber weder eingenommen noch sind schwerwiegende Zerstörungen überliefert.
Im Zweiten Markgrafenkrieg von 1553 wurde die Burg nicht durch Erstürmung, sondern nach der Übergabe an das Kriegsheer des Markgrafen Albrecht Alcibiades von Brandenburg-Kulmbach der Zerstörung preisgegeben.
Ein Erdrutsch zerstörte im letzten Viertel des 18. Jahrhunderts Teile der Ostmauer. Diese Mauern wurden erst wieder im beginnenden 21. Jahrhundert in Sichtbeton neu errichtet.
1801 wurde die Burg vom Hochstift Bamberg bis auf die Befestigungsanlagen an Adalbert Friedrich Marcus verkauft. Dieser Bamberger Arzt richtete das noch stehende Torhaus als Wohnung ein. E. T. A. Hoffmann, der mit Marcus befreundet war, fühlte sich von der Burg so angezogen, dass er zeitweilig in einem der Mauertürme Erholung suchte. Nach dem Tod von Marcus kam auch dieser Besitz in die Konkursmasse. Postmeister Anton von Grafenstein auf Krummennaab initiierte im Jahr 1818 die Gründung des Vereins zur Erhaltung der Altenburg, des ersten Denkmalschutzvereins in Bayern.
Da zu Beginn des 20. Jahrhunderts ein weiterer Teil der Ostmauer in Gefahr war, einzustürzen, brach man diese ab und baute sie zurückversetzt wieder auf. Die ursprüngliche rechteckige Anlage ist nicht mehr vorhanden.

### Palas
Der heutige Palas wurde auf den noch teilweise erhaltenen Kellern des ursprünglichen Wohnhauses mit finanzieller Unterstützung des Schuh-Fabrikanten Heinrich Manz um 1900 erbaut. Der Architekt dieses romantisierenden Gebäudes war Gustav Haeberle. Im Rittersaal ist das damalige Interieur erhalten. Das Wandgemälde eines Ritterturniers an der Westseite schuf Wilhelm Reutter. Einer der Reiter trägt die Züge des damaligen zweiten Bamberger Bürgermeisters, Josef Valentin Herd.

### Burgkapelle
Eine Burgkapelle wurde 1124 durch Bischof Otto I. zu Ehren der Heiligen Walburga, Philippus und Jacobus eingeweiht. Der Standort dieser Kapelle ist unbekannt. Nachfolgekapellen wurden bei der Brandschatzung durch Markgraf Albrecht Alcibiades von Brandenburg-Kulmbach 1553 zerstört. Seit 1617 sind Gottesdienste auf dem Plateau der Burg urkundlich nachgewiesen. Hierzu wurde alljährlich eine leinene Kapelle aufgebaut. 1755 wurde die heute noch stehende Kreuzigungsgruppe von Georg Adam Reuß geschaffen, die dort stattfindenden Gottesdienste führen nach kirchenrechtlichen Vorschriften die Tradition von 1124 fort. Eine Neufundierung des Gottesdienstes zum 1. Mai stifteten die Geschwister von Grafenstein im Jahr 1824.

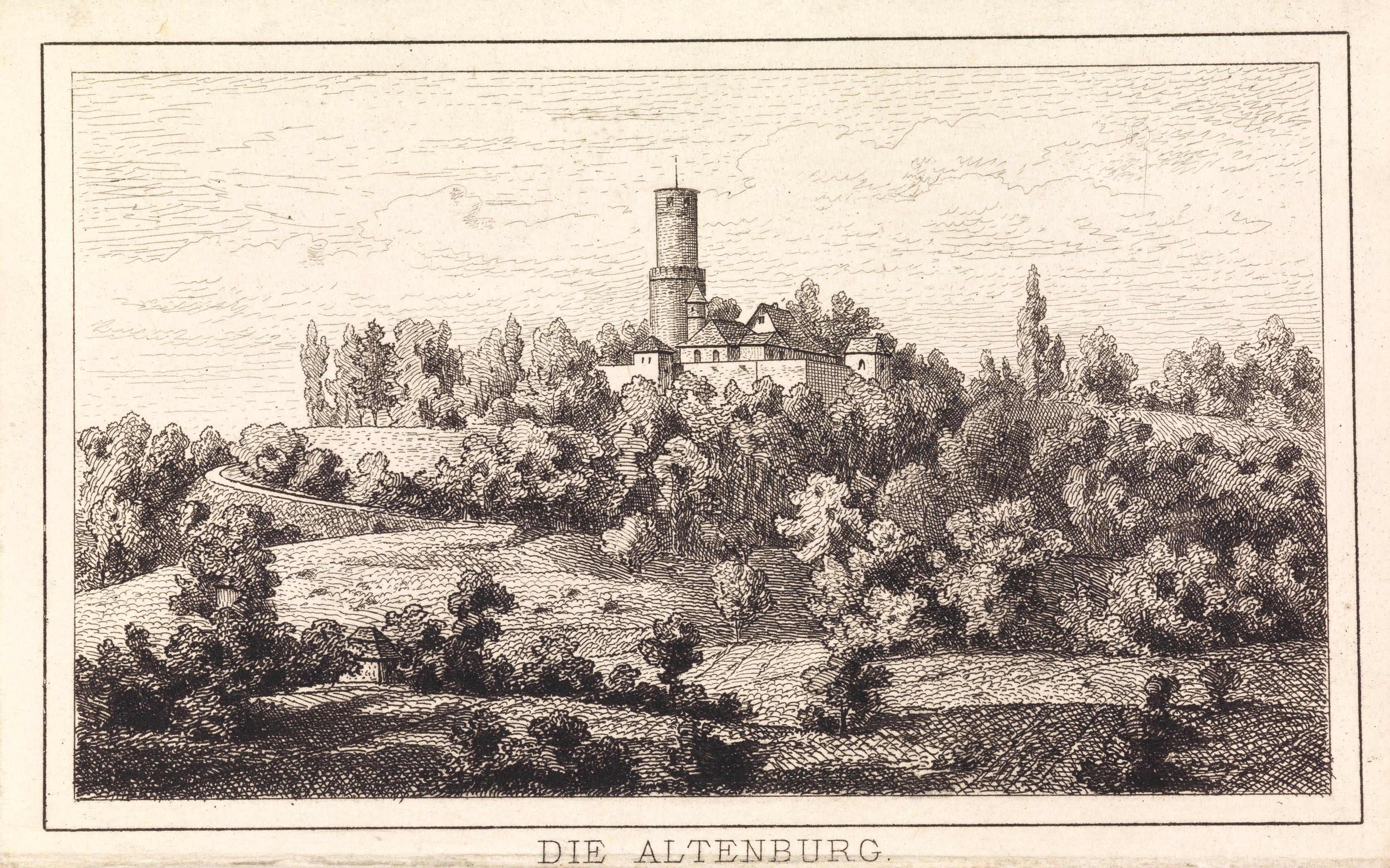
Die Altenburg, Stahlstich (um 1880)

Die heutige Kapelle mit dem Eingang im Torhaus entstand 1834. Der Architekt für die Gesamtanlage war Bernhard Solger, ein Schüler von Karl Alexander Heideloff und Friedrich von Gärtner, später einflussreicher Stadtbaurat in Nürnberg.
Die Leitung des Umbaus zu einem gotisch gewölbten Raum lag in den Händen des königlichen Bauinspektors Friedrich Panzer. Den Altar, dessen Tympanon eigentlich für den Eingang der Kirche von Tiefenpölz vorgesehen war, schuf der Bildhauer Adam Joseph Schäfer nach einem Entwurf von Heideloff.
Der Raum besitzt ein altes Gewölbe, das um den Chorraum nach Süden verlängert wurde. Der Schlussstein dieses Gewölbes zeigt den Stadtritter aus dem Bamberger Stadtwappen. In der Kapelle fanden Grabdenkmäler aus säkularisierten Kirchen in Bamberg Platz. Die Kapelle wurde ein Jahr nach der ersten Messe am 1. Mai 1836 durch Franz Seraph Freiherr von Lerchenfeld eingeweiht.

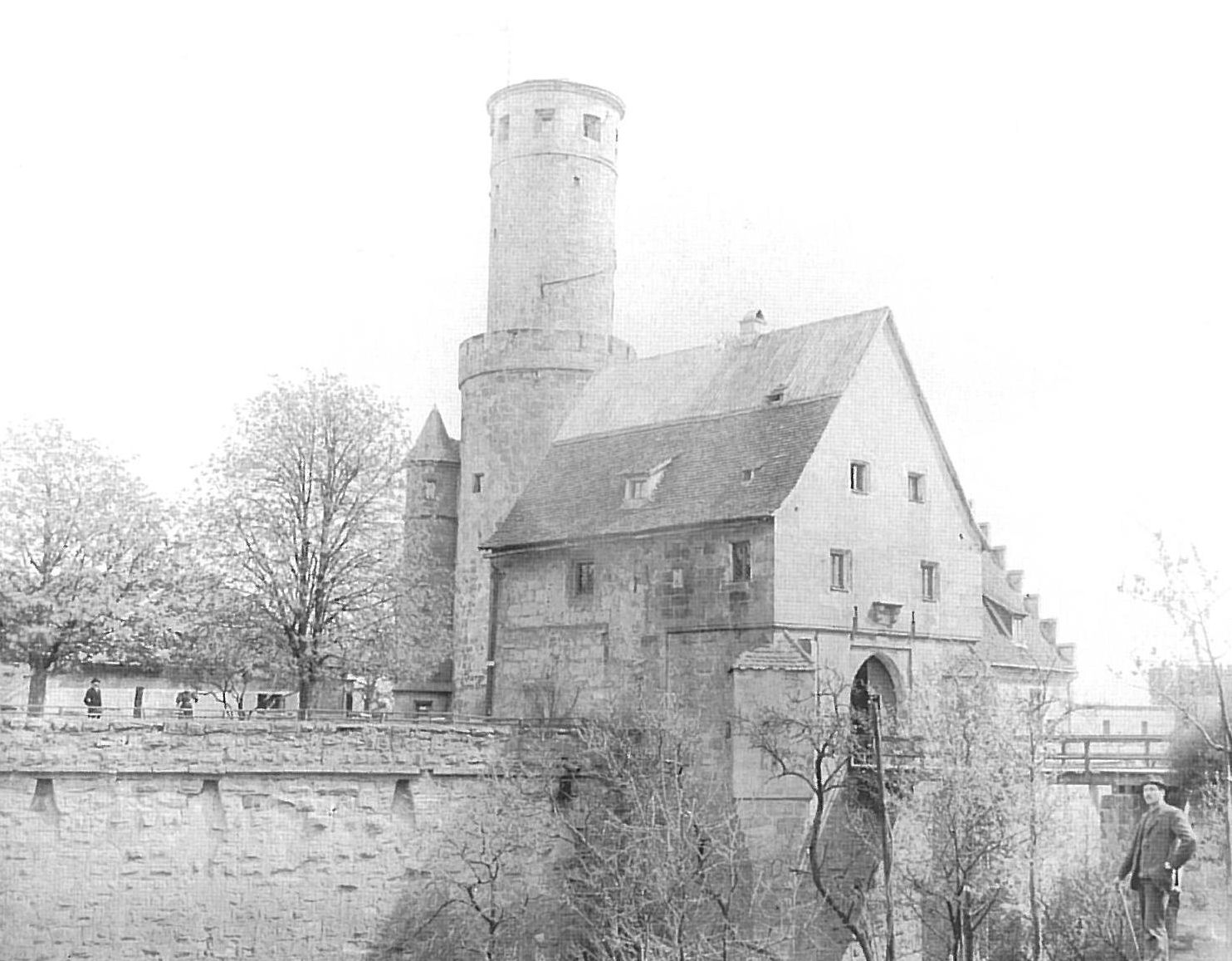
Die Altenburg, 1893

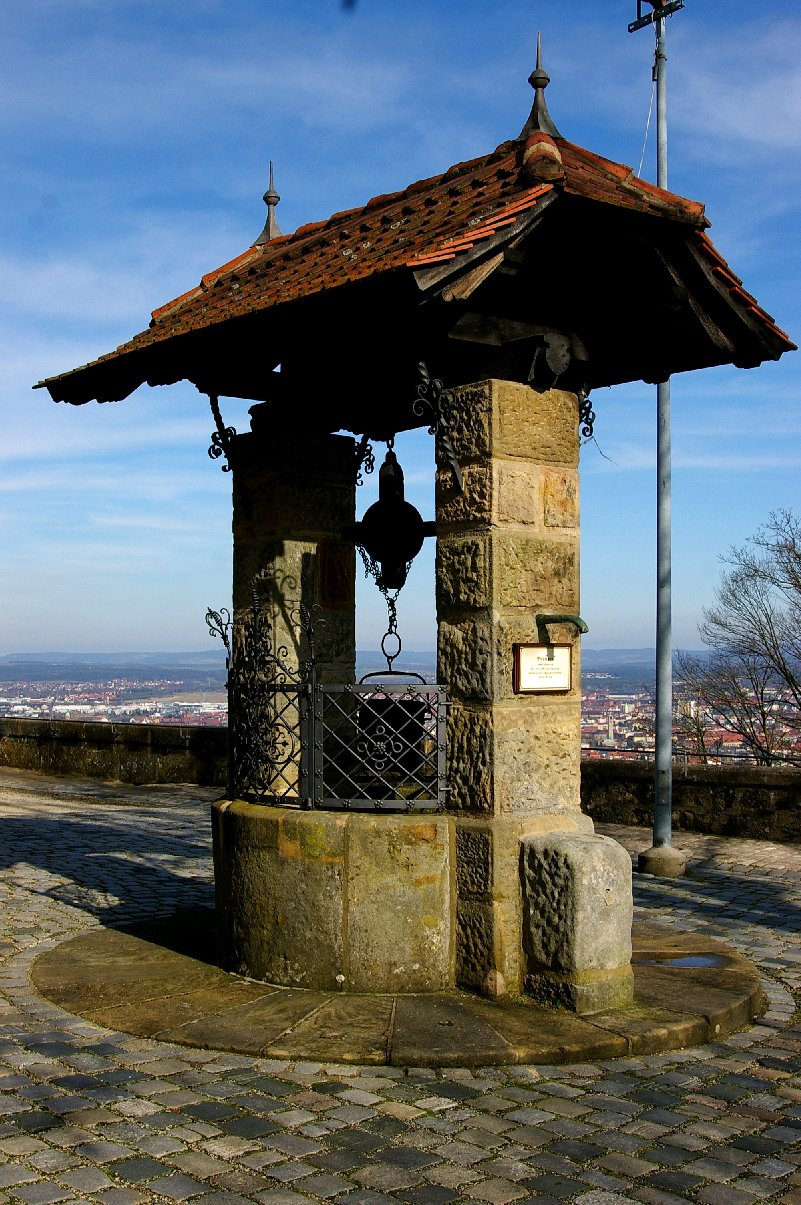
Ziehbrunnen innerhalb der Burgmauern

Die originalen Glasfenstergemälde wurden in den 1960er Jahren entnommen und befinden sich in den Depots des Historischen Museums.

### Brunnen
Der Burgbrunnen befand sich in einem quadratischen Brunnenhaus, das um 1880 abgebrochen wurde. Damals wurde der heute noch bestehende Brunnenaufbau errichtet. Der Schacht ist etwa 30 Meter tief. Die brauchbaren Steine aus dem Abbruch des Brunnenhauses wurden zur Veränderung des Nordwest-Eckturmes verwandt.

### Die Klausen

#### E.T.A.-Hoffmann-Klause
Die Klause ist benannt nach E.T.A. Hoffmann, der von 1808 bis 1813 in Bamberg lebte. Er zählt zu den Literaten Bambergs. Er bewohnte öfters die Klause und versah die Innenwände mit Karikaturen Bamberger Personen.

#### Amalien-Klause
Benannt nach Amalie von Oldenburg, Königin von Griechenland, welche mit ihrem Gemahl Otto I. in Bamberg bis zu beider Tod im Exil lebte.

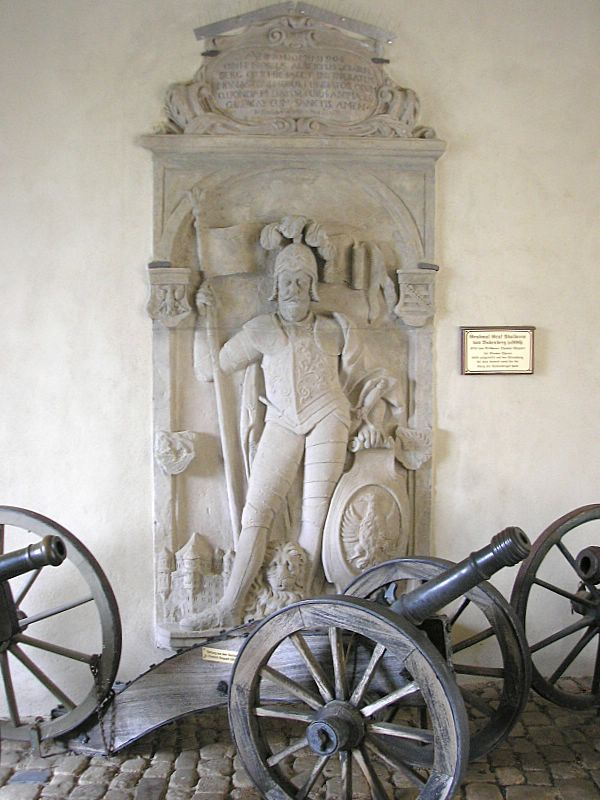
Gedenkstein für Adalbert von Babenberg in der Tordurchfahrt

### Plastiken
- Das vermutlich 1727 angefertigte Grabmal des Adalbert von Babenberg aus dem Hause der Popponen kam nach Auflösung des Klosters Theres auf die Altenburg. Der Bildhauer Leitherer stellte bei der letzten Restaurierung (ca. 1980) ältere Teile innerhalb der Plastik fest.
- Das Grabmal des Heinz Fuchs von Bimbach († 15. Juni 1539) stammt aus der Kirche St. Anna des Franziskanerklosters in Bamberg.
- Das Grabmal des Wolf Christoph von Streitberg († 29. März 1560) trägt die Jahreszahl „1562“ und „KS“, das Monogramm des Bildhauers Kilian Sorg. Es stammt ebenfalls aus der St.-Anna-Kirche und kam wie das Fuchsische Grabmal über den ersten Einlagerungsort Domkreuzgang in die Kapelle.
- Das Grabmal des Martin von Redwitz († 27. April 1505) aus der St.-Christoph-Kirche des Dominikanerklosters wurde wahrscheinlich von der Werkstatt Tilman Riemenschneiders gefertigt.
- Das Grabmal des Georg von Schaumberg auf Lauterburg († 5. Januar 1527) aus der Dominikanerkirche wurde zu seinen Lebzeiten 1520 durch den Bildhauer Johann Daucher gefertigt. Bestattet ist Georg von Schaumberg jedoch in der Moritzkirche in Coburg.
- Zwei wappenschildhaltende Löwen am Torhaus stammen von einem Haus am Grünen Markt, welches etwa 1880 umgebaut und dessen Fassade verändert wurde.
- Über dem Eingang zum Restaurant befindet sich ein Kreuzigungsrelief aus dem 15. Jahrhundert, dessen Herkunft unbekannt ist.
- An der Amalienklause ist der Rest eines ursprünglich etwa um ein Drittel größeren Wappens der Familie von Werdenstein aus der Aufseßgasse  zu sehen. Es zeigt neben dem Hauptschild beidseitig Agnatenwappen. Es ist in der Aurifodina Bambergensis von Johann Sebastian Schramm komplett abgebildet.
- Links oberhalb dieses Werdensteinschen Wappens befindet sich ein kleineres Familienwappen, seitlich rechts davon das Hochstiftswappen, die Herkunft ist unbekannt.
- Der Rest des Grabmals von Leypold Truchseß von Wetzhausen auf Dachsbach († 19. November 1516) an der E.-T.-A.-Hoffmann-Klause wird dem Meister des Schwanenritterordens Jörg Armpauer zugeschrieben.
- Die Herkunft der Krone an der E.-T.-A.-Hoffmann-Klause, wohl Rest eines Wappens, ist unbekannt.
- An der Ostseite befindet sich ein liegender Löwe. Zwei Löwen der gleichen Art befinden sich in Privatbesitz, ein weiterer ist in einem Torbogen zwischen Martinskirche und Martinsapotheke angebracht. Diese vier Löwen befanden sich ursprünglich in der Oberen Königstraße.

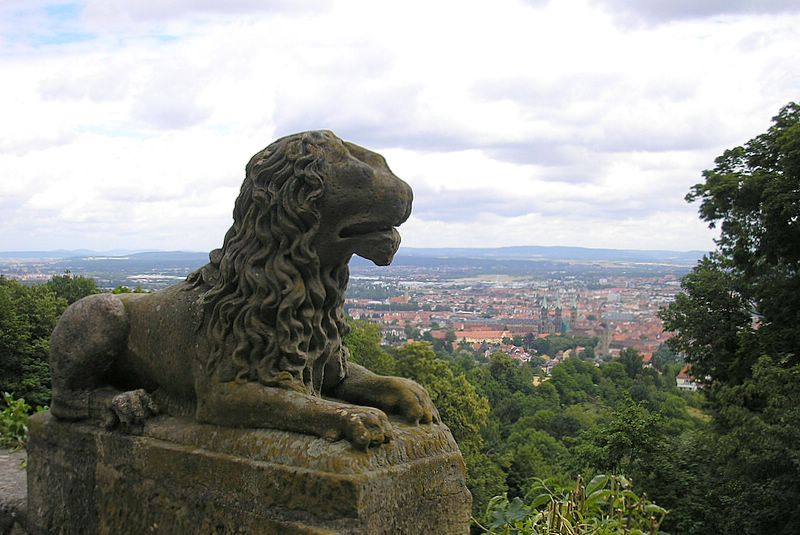
Sandsteinlöwe auf der Ostmauer mit Domblick

- Am Nordwestturm ist ein Wappenteil des verloren gegangenen Wilden Mannes vorhanden, der noch um 1780 auf der Burg nachweisbar war. Er ist mit diesem Wappenrest in der Aurifodina Bambergensis von Johann Sebastian Schramm abgebildet.
- Die Gesichtsmaske am Palas ähnelt sehr dem Antlitz von Heinrich Manz.

### Eisenkorb
Am Turm der Burg hängt ein Eisenkorb, der so genannte Feuerkorb, der als Signalgeber mit der Giechburg bei Scheßlitz gedient haben soll.
Nachdem sich aber weder für die Giechburg noch für die Altenburg Ausgaben für eine solche Einrichtung nachweisen lassen, ist anzunehmen, dass der Korb eine Zutat aus der Zeit des Wiederaufbaus um 1900 ist. Der Feuerkorb wurde vermutlich für die bengalischen Beleuchtungen der Burg und für die dortigen Aufführungen benutzt.

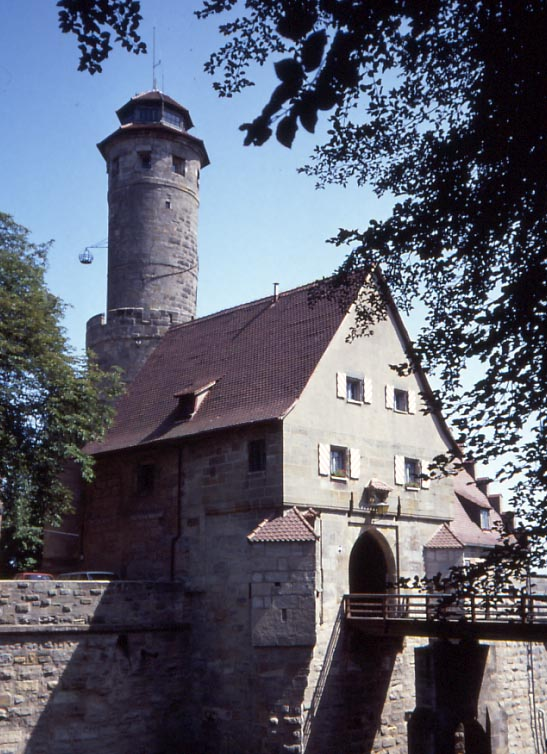
Eingang und Brücke über den Burggraben

### Gedenktafeln in der Burg für Mitglieder des Altenburgvereins
- In der Durchfahrt des Torhauses ist eine Gedenktafel für Anton von Grafenstein auf Krummennaab, dem Gründer des Altenburgvereins, angebracht.
- An der Südmauer des Palas befindet sich eine Gedenktafel für Heinrich Manz, der sich für den Bau des neuen Palas engagierte.
- Am südwestlichen Eckturm befindet sich die Gedenktafel für Johann Loewel, der den Altenburgverein testamentarisch bedachte.

## Bären auf der Burg
Nach dem Braunbär „Hassan“, der von 1902 bis 1916 auf der Altenburg lebte, wurde nach dem Zweiten Weltkrieg die Bärin „Toni“ beschafft, die Ende 1952, nachdem sie sich mit einem ihr zugesellten jungen Bären nicht vertragen und sich für sie nirgends ein Abnehmer gefunden hatte, erschossen wurde. Von 1952 bis Ende 1982, als er wegen starker Altersbeschwerden eingeschläfert wurde, wurde in einem Zwinger mit kleinem (Beton-)Freigehege, darin ein kleines Wasserbassin, dieser übriggebliebene Bär als letzter Burgbär auf der Altenburg gehalten. Für den damals jungen Bären übernahm Luitpold Weegmann, damaliger Oberbürgermeister der Stadt Bamberg, die Patenschaft. Aus dem Vornamen Luitpold wurde für den Bären der Name Poldi. Der Zwinger ist immer noch vorhanden, beherbergt mittlerweile aber nur noch einen Bären-Aufsteller. Der Kopf Poldis ist im Bamberger Naturkunde-Museum zu besichtigen.

## Heutige Nutzung

### Gaststätte
Eine Gaststätte ist bereits seit der Übernahme durch den Altenburgverein nachgewiesen. Die Räumlichkeiten befanden sich wie heute im Anbau des Torhauses. Die Küche, ein mit Gurtbogen überwölbter Raum, wurde 1834 zur Kapelle um- und ausgebaut.
Die Räumlichkeiten wurden im letzten Viertel des 19. Jahrhunderts neu eingerichtet. Diese Möblierung ist noch vorhanden. Der Kachelofen wurde etwa 1970 abgerissen.
Die Inhaber des Restaurants bewirtschaften auch den so genannten Rittersaal im Wohnbau (Palas), der für festliche Veranstaltungen wie Hochzeiten oder Stiftungsfeste genutzt wird.

### Sitz einer Ritterschaft
Die 1930/31 gegründete Reichsritterschaft zum goldenen Federkiel im hochfürstlichen Thumbstift zu Babenberg ging aus einem Zusammenschluss von Bamberger Kaufleuten hervor.

### Regelmäßige Veranstaltungen
- 1. Mai: Gottesdienst in der Burgkapelle
- Christi Himmelfahrt: evangelisch-lutherischer Gottesdienst an der Kreuzigungsgruppe (seit etwa 1990)
- September: Gottesdienst für die verstorbenen Mitglieder des Altenburg-Vereins an der Kreuzigungsgruppe
- Jahreshauptversammlung des Altenburgvereins

## Umfeld der Burg
- Kreuzigungsgruppe

Die Kreuzigungsgruppe von 1755 wurde durch Georg Adam Reuß für den auf der Altenburg jährlich stattfindenden Gottesdienst, seit 1610 urkundlich nachweisbar, geschaffen. Der Kopf des Bozettos von Johannes befindet sich im Landesmuseum Mainz.
- Grablege des Dr. Adalbert Friedrich Marcus

Marcus wünschte in der Nähe der Burg bestattet zu werden. Das Grab erhielt durch den Bildhauer Joseph Daniel Ohlmüller (1791–1839) ein die ganze Fläche bedeckendes Grabmal. Das Ohlmüllersche Werk wurde 1938 wegen der jüdischen Abstammung Marcus’ zerstört. Das Grab selbst blieb unversehrt. Die Täter wurden um 1950 verurteilt. Die zerstörte Grabstelle wurde 1962 mit vier Sandsteinquadern, die in der Mitte eine Bronzetafel mit Namen und Daten tragen, wieder hergerichtet.
- Marcus-Ruh

Ein vor 1938 durch Vandalismus zerstörter steinerner Tisch mit Bankgruppe. Die vollständigen Überreste liegen noch dort und könnten wieder zusammengesetzt werden.
- Denkmal für die Mitglieder des Altenburg-Vereins

Ein den Mitgliedern des Altenburgvereins gewidmetes, um 1900 auf einem hohen Sockel aus Bruchsteinen mit eingelassener Marmorplatte errichtetes Denkmal rechts der Fahrstraße
- Denkmal 100 Jahre Hochstift Bamberg bei Bayern

Der Gedenkstein zum hundertjährigen Jubiläum des Hochstifts Bamberg im Königreich Bayern wurde 1903 aus Steinen der Ämter des ehemaligen Hochstifts errichtet. Die Steine tragen die Namen der Verwaltungsorte der Ämter. Eine Bronzeplatte wurde an der Ostseite eingelassen.
- Leitschuh-Ruh

Dieses Aussichtsplateau wurde nach dem Direktor der Staatsbibliothek Bamberg Friedrich Leitschuh benannt.
- Hergenröder-Ruh

Der Rastplatz mit Gedenkstein beim Aufstieg zur Burg wurde zu Ehren des langjährigen Ersten Vorsitzenden des Altenburgvereins, Zweiten Bürgermeisters der Stadt Bamberg und Bezirkstagspräsidenten von Oberfranken, Anton Hergenröder, gestaltet.